# الدوري السويدي الدرجة الثانية 1959
الدوري السويدي الدرجة الثانية 1959 (بالسويدية: Division II i fotboll 1959)‏ هو موسم من الدوري السويدي الدرجة الثانية. فاز فيه IFK Luleå ‏.